# 韦灵厄市镇
韦灵厄市镇（瑞典語：Vellinge kommun）是瑞典南部斯科讷省的一个市镇。其治所位于韦灵厄。